# Lieja-Bastoña-Lieja 2008
La Lieja-Bastoña-Lieja 2008, 94.ª edición de esta clásica, se disputó el 27 de abril de 2008 con un recorrido de 261 km de Lieja a Ans y cuyo ganador fue el español Alejandro Valverde.
Este año, y por divergencias con la UCI esta carrera no formó parte del UCI ProTour, de la misma manera que el resto de carreras organizadas por ASO.

## Recorrido
El recorrido contó con 12 cotas o puertos puntuables: 
| Kilómetro | Nombre                       | Longitud | Pendiente media |      |
| --------- | ---------------------------- | -------- | --------------- | ---- |
| 12        | Côte de Ny                   | 57,5     | 1800            | 5,7  |
| 11        | Côte de la Roche-en-Ardenne  | 82       | 2800            | 4,9  |
| 10        | Côte de Saint-Roch           | 128      | 800             | 12,0 |
| 9         | Côte de Wanne                | 172      | 2700            | 7,0  |
| 8         | Côte de Stockeu              | 178,5    | 1100            | 10,5 |
| 7         | Côte de la Haute-Levée       | 184      | 3400            | 6,0  |
| 6         | Con el du Rosier             | 196,5    | 4000            | 5,9  |
| 5         | Côte de la Vecquée           | 209      | 3100            | 5,9  |
| 4         | Côte de La Redoute           | 226,5    | 2100            | 8,4  |
| 3         | Côte de Sprimont             | 232      | 1400            | 4,7  |
| 2         | Côte de la Roche aux Faucons | 241,5    | 1500            | 9,9  |
| 1         | Côte de Saint-Nicolas        | 255,5    | 1000            | 11,1 |

## Equipos participantes
| N.      | Cod. | Squadra             |
| ------- | ---- | ------------------- |
| 1-8     | LIQ  | Liquigas            |
| 11-18   | GCE  | Caisse d'Epargne    |
| 21-28   | CSC  | Team CSC            |
| 31-38   | QST  | Quick Step          |
| 41-48   | GST  | Gerolsteiner        |
| 51-58   | RAB  | Rabobank            |
| 61-68   | LAM  | Lampre              |
| 71-78   | SDV  | Saunier Duval-Scott |
| 81-88   | THR  | Team High Road      |
| 91-98   | BTL  | Bouygues Télécom    |
| 101-108 | EUS  | Euskaltel-Euskadi   |
| 111-118 | AGR  | Agritubel           |
| 121-128 | A2R  | AG2R Prévoyance     |

| N.      | Cod. | Squadra                          |
| ------- | ---- | -------------------------------- |
| 131-138 | FDJ  | Française des Jeux               |
| 141-148 | C.A  | Crédit Agricole                  |
| 151-158 | TSV  | Topsport Vlaanderen              |
| 161-168 | SIL  | Silence-Lotto                    |
| 171-178 | COF  | Cofidis, le Crédit par Téléphone |
| 181-188 | BAR  | Barloworld                       |
| 191-198 | TCS  | Tinkoff Credit Systems           |
| 201-208 | LAN  | Landbouwkrediet-Tönissteiner     |
| 211-218 | COS  | Cycle Collstrop                  |
| 221-228 | TSL  | Team Slipstream-Chipotle p/b H30 |
| 231-238 | MRM  | Team Milram                      |
| 241-248 | SKS  | Skil-Shimano                     |

## Clasificación final
| Pos. | Ciclista              | Equipo        | Tiempo   |
| ---- | --------------------- | ------------- | -------- |
| 1    | Alejandro Valverde    | C. de Epargne | 6h44'04" |
| 2    | Davide Rebellin       | Gerolsteiner  | s.t.     |
| 3    | Fränk Schleck         | CSC           | s.t.     |
| 4    | Andy Schleck          | CSC           | a 30"    |
| 5    | Christian Pfannberger | Barloworld    | a 40"    |
| 6    | Thomas Dekker         | Rabobank      | s.t.     |
| 7    | Cadel Evans           | Silence       | s.t.     |
| 8    | Joaquim Rodríguez     | C. de Epargne | a 48"    |
| 9    | Paolo Bettini         | Quick Step    | a 1'03"  |
| 10   | Vincenzo Nibali       | Liquigas      | s.t.     |